# Anusin (województwo wielkopolskie)
Anusin – osada w Polsce, w województwie wielkopolskim, w powiecie pilskim, w gminie Wyrzysk.
Do 2023 miejscowość była częścią wsi Rzęszkowo.
W latach 1975–1998 Anusin administracyjnie należał do województwa pilskiego.